# 梅多布魯克 (阿拉巴馬州)
梅多布魯克（英語：Meadowbrook）是一個位於美國阿拉巴馬州謝爾比縣的非建制地區和人口普查指定地區。根據2010年美國人口普查，該地人口為8769人，而該地的面積約為11.15平方千米。

## 地理
梅多布魯克的座標為33°24′13″N 86°41′26″W / 33.40361°N 86.69056°W，而該地最高點為海拔高度191米（即627英尺）。